# Théâtre de la Renaissance
Théâtre de la Renaissance je divadelní budova v Paříži v 10. obvodu. Hlavní fasáda je obrácená k náměstí před Porte Saint-Martin a boční fasády jsou sevřené mezi bulvárem St. Martin a Rue René-Boulanger. Stavba je od roku 1994 chráněna jako francouzská kulturní památka.

## Historie

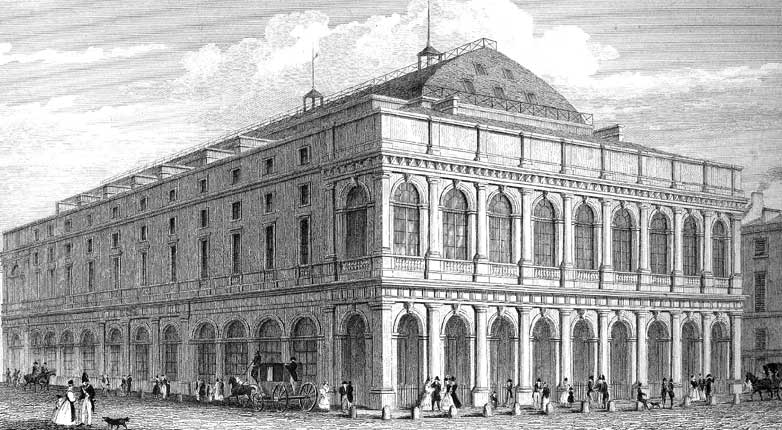
Salle Ventadour, první scéna souboru, kolem roku 1830

Divadlo pod tímto názvem bylo založeno roku 1838 jako divadelní společnost bez stálé budovy. Založil ji Anténor Joly na podnět Victora Huga a Alexandra Dumase, kteří chtěli svá romantická dramata vidět provozovaná ve vlastním souboru. Společnost zahájila svůj program 8. listopadu 1838 v pařížském divadle Ventadour (Salle Ventadour) premiérou Hugovy hry Ruy Blas s Frédérickem Lemaîtrem v titulní roli. V dubnu 1839 následovaly inscenace Alchymista a Paul Jones od Alexandra Dumase, opět s Lemaîtrem.
V roce 1839 se v témže sále konal slavný pařížský karnevalový ples. Na něm dirigoval belgický skladatel a dirigent Jean-Baptiste-Joseph Tolbecque svůj Galop des tambours, při kterém s orchestrem přiběhlo 40 bubeníků. Po něm následoval Renesanční divadelní ples, který navázal stejně slavnostním pojetím.
Byly zde hrány také opery, například Lucie z Lammermooru od Gaetana Donizettiho, ale intriky konkurenčních pařížských divadel donutily společnost již 16. května 1841 scénu uzavřít a soubor rozpustit.
V roce 1872 byla podle plánů architekta Charlese de Lalanda postavena restaurace Deffieux, která však vyhořela, a tak místo její rekonstrukce bylo postaveno nové divadlo v italském stylu.
Divadlo bylo otevřeno 8. března 1873 pod vedením ředitele Hippolyta Hosteina premiérou hry Ohnivá žena (La Femme de feu) Adolpha Belota. V červenci se uskutečnila druhá premiéra, dramatizace románu tereza Raquinová od Émila Zoly. V roce 1873 následovaly ještě premiéry dvou operet: Pomme d'Api (Jablko Api) od Ludovica Halévyho a Williama Busnacha, a La Jolie Parfumeuse (Veselá parfumérka), komická opera Hectora Crémieuxe a Ernesta Bluma, obě na hudbu Jacquese Offenbacha. Skladatel napsal hlavní pěvecký part pro soprán protagonistky zdejšího souboru, Louisy Théo. 
U příležitosti Světové výstavy v Paříži roku 1900 se Češi v čele s ředitelem Národního divadla F. A. Šubertem 
a prostřednictvím kněžny Pavlíny Metternichové marně snažili prosadit uvedení Smetanovy Prodané nevěsty. Francouzi se obávali, že to bude propadák, a proto jako první podmínku stanovili, že Češi za představení předem zaplatí 30 000 zlatých, ze kterých dostanou zpět jen eventuální zisk ze vstupného. Když Češi konečně finance sehnali, byly vyhlášeny divadelní prázdniny.

## Architektura

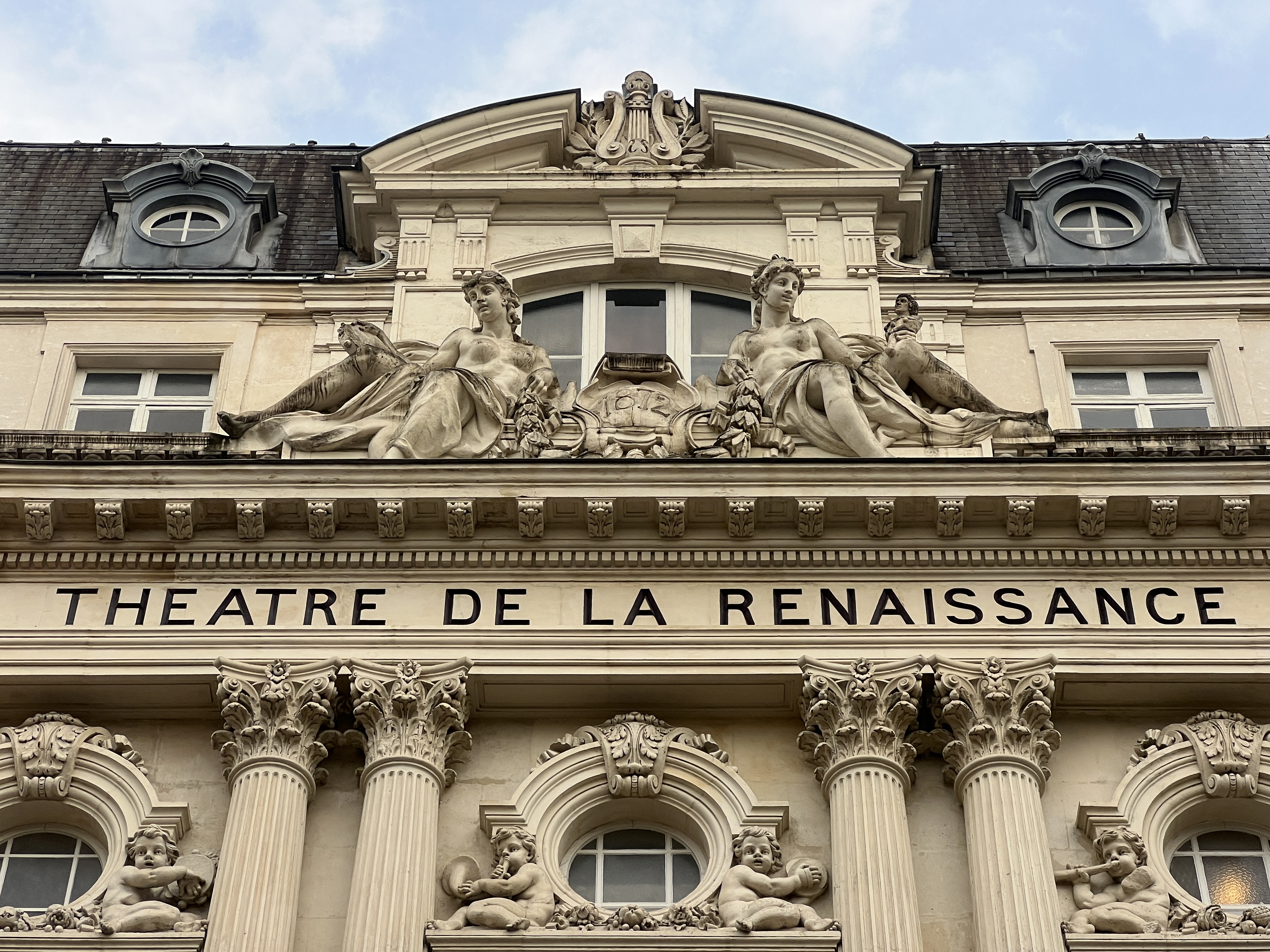
Sochy múz a puttů na průčelí divadla

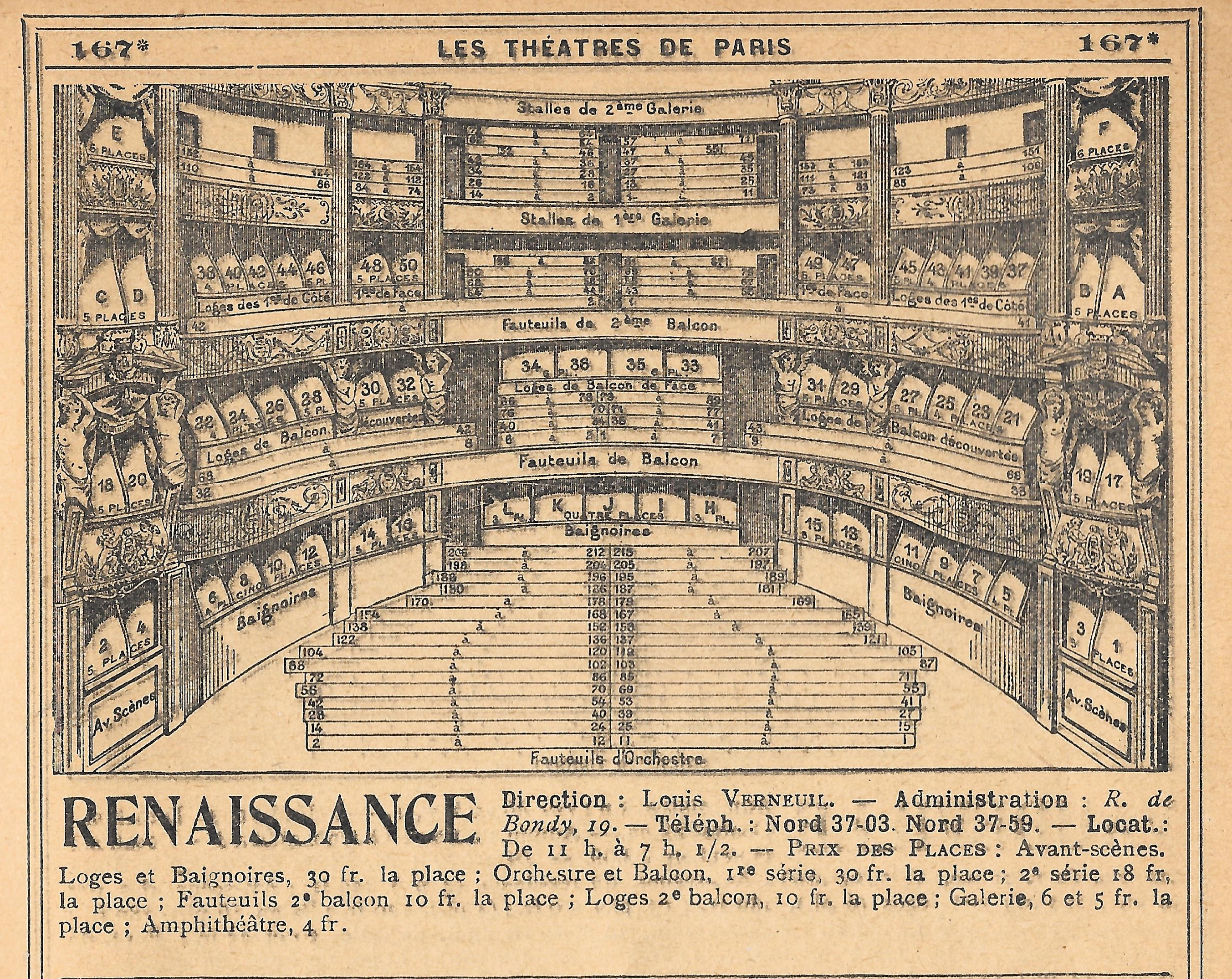
Plánek hlediště z roku 1925

Nárožní třípatrová budova divadla na půdorysu obdélníka se hlavní (kratší) fasádou obrací do náměstí St. Martin k městské bráně sv. Martina a její delší boční fasády jsou sevřené mezi bulvár St. Martin a ulici Reného Boulangera.

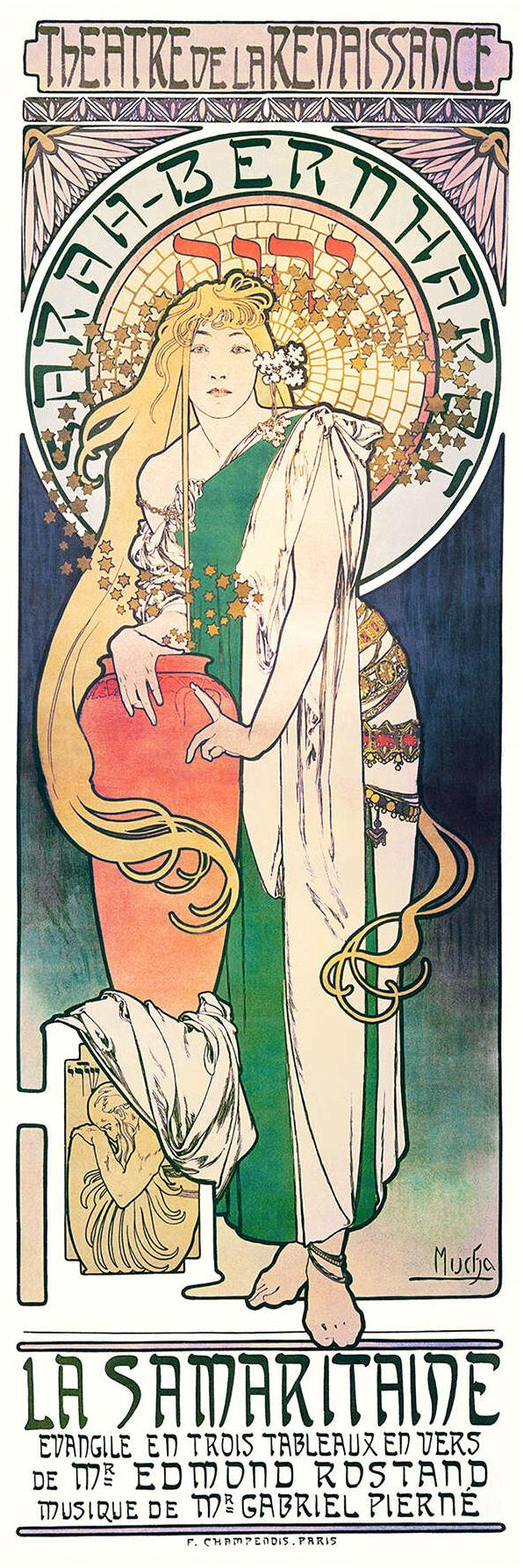
Alfons Mucha, plakát k dramatu Samaritánka se Sarah Bernhardtovou, 1897

Jde o typ monumentálního a pompézního paláce, charakteristického pro pařížská divadla období druhého císařství. Architektura byla inspirována budovou Garnierovy opery a postavena v letech 1872–1873 podle plánů architekta Charlese de Lalandea (1833-1887), Garnierova asistenta a specialisty na divadla a restaurace.
Hlavní průčelí divadla se v přízemí otevírá hlavním vchodem. Fasáda je plasticky modelovaná v novobarokním stylu. V mezaninu má zaklenutá tzv. termální okna, mezi nimi na fasádě vystupují dvojice soch karyatid, které nesou balkóny prvního patra s kuželkovou balustrádou, který obíhá také boční fasády. Modely k plastikám na fasádě i uvnitř sálu vytvořil sochař Albert Ernest Carrier-Belleuse. Bosované zdivo fasády má v nadpraží klenáky s plastickými divadelními maskami Tragédie.
Sál divadla zaujímá dvě patra domu, je osvětlen dvěma řadami oken, rytmizovanými dvojicemi korintských sloupů klasického vysokého řádu. Hlavní okna mají nahoře ještě menší oválné okuly, lemované dvojicemi soch muzicírujících puttů. Poslední dvě patra mají zkosenou mansardovou střechu. Na korunní římse jsou usazeny dvě alegorické sochy múz s letopočtem zahájení stavby 1872 v kartuši.
Celková kapacita sedadel pro diváky byla 650, což ve srovnání s Comédie-Française není ani polovina, oproti středoevropským divadlům měla italská divadla a podle nich divadla pařížská předimenzovanou velikost.  
Divadlo od počátku bylo soukromé a je jím dosud. Repertoár zahrnoval tragédie, dramata i komedie, činohru, operu i operetu. V prvních letech provozu byl do názvu divadla vkládán ještě přívlastek lyrické. Prvními řediteli a dramaturgy divadla byli slavní herci Firmin Gémier, Lucien Guitry a v letech 1893-1899 Sarah Bernhardtová prostřednictvím svého syna Maurice. Bernhardtová zde uvedla své nejslavnější role, avizované často plakáty od Alfonse Muchy (Gismonda, Dáma s kaméliemi, Tosca, Lorenzaccio, Samaritánka) nebo Henriho de Toulouse-Lautreca.